# Dessoubre
Dessoubre – rzeka we wschodniej Francji, na terenie gór Jura, przepływająca przez teren departamentu Doubs, o długości 33 km. Stanowi prawobrzeżny dopływ rzeki Doubs.
Źródło rzeki (fr. Source de Dessoubre) znajduje się w miejscowości Consolation-Maisonnettes. Ma postać wywierzyska o znacznej wydajności, usytuowanego na wysokości ok. 620 m n.p.m. u podstawy wapiennej, skalnej ściany w zamknięciu ślepej doliny zwanej Cirque de Consolation. Niespełna kilometr od źródła przyjmuje z prawej strony potok (Ruisseau de Lançot), utworzony z kilku podobnych wypływów krasowych.
Spływa generalnie w kierunku północnym, głęboką na 200-300 m i praktycznie bezludną doliną o stromych zboczach. W miejscu zwanym Gigot (w gminie Plaimbois-du-Miroir), na wysokości ok. 455 m n.p.m., przyjmuje lewostronny dopływ La Reverotte i skręca ku północnemu wschodowi. Dalszy bieg jest bardzo kręty, zbocza doliny strome, zarośnięte lasem, a liczba dopływów niewielka. Na wysokości ok. 370 m n.p.m., w Saint-Hippolyte, uchodzi do Doubs.
Od średniowiecza wykorzystywano energię napędową rzeki. Wzdłuż jej biegu działały liczne młyny, tartaki, kuźnie, farbiarnie i in., obecnie od dawna już zanikłe.
Całą długością doliny biegnie droga jezdna, początkowo lokalna, następnie (od Gigot) droga nr 39. Osadnictwo w samej dolinie jest jednak skrajnie nieliczne, a zabudowania kolejnych wsi lokują się na otaczających dolinę płaskowyżach.